# Стероидные гормоны
Стероидные гормоны — группа физиологически активных веществ (гонадостероиды, кортикостероиды и др.), регулирующих процессы жизнедеятельности у животных и человека. У позвоночных стероидные гормоны синтезируются из холестерина в коре надпочечников, клетках Лейдига семенников, в фолликулах и желтом теле яичников, а также в плаценте. Стероидные гормоны содержатся в липидных каплях адипоцитов и в цитоплазме в свободном виде. В связи с высокой липофильностью стероидных гормонов они относительно легко диффундируют через плазматические мембраны в кровь, а затем проникают в клетки-мишени.

## Классификация стероидных гормонов
- Гормоны коркового слоя надпочечников (кортикостероиды):
  - Глюкокортикоиды (кортизон, кортизол, деоксикортизол);
  - Минералокортикоиды (дезоксикортикостерон, кортикостерон, альдостерон).

- Гормоны половых желёз (гонадостероиды):
  - Прогестогены (прегненолон, прогестерон, аллопрегненолон);
  - Андрогены (андростендиол, тестостерон, дигидротестостерон);
  - Эстрогены (эстрон, эстрадиол, эстриол).

Многие синтетические гормоны стероидной природы используются в спорте, в основном в силовых видах спорта, в том числе и бодибилдинге, а также в качестве контрацептивов или в гормонозаместительной терапии.

## Синтез
Естественные стероидные гормоны в основном синтезируются из холестерина в гонадах (органах животных, продуцирующих половые клетки) и надпочечниках. Эти формы гормонов представляют собой липиды. Они могут проникать через клеточную мембрану, так как они жирорастворимые,
и затем связываться с рецепторами стероидных гормонов. Стероидные гормоны в основном переносятся кровью, будучи связанными со специальными транспортными белками, такими как SHBG (глобулин, связывающий половые гормоны) или CBG (серпин A6).

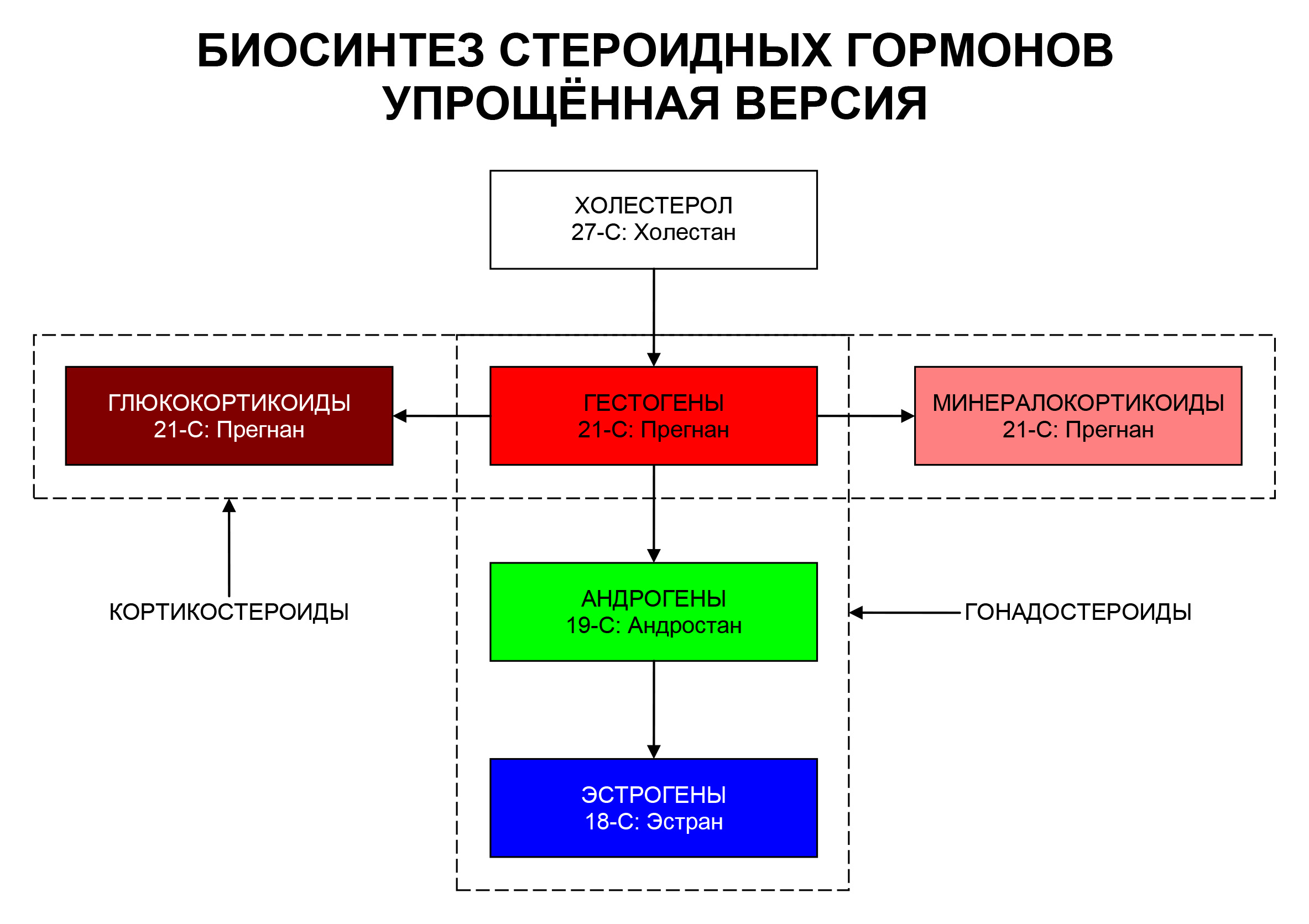
Стероидогенез
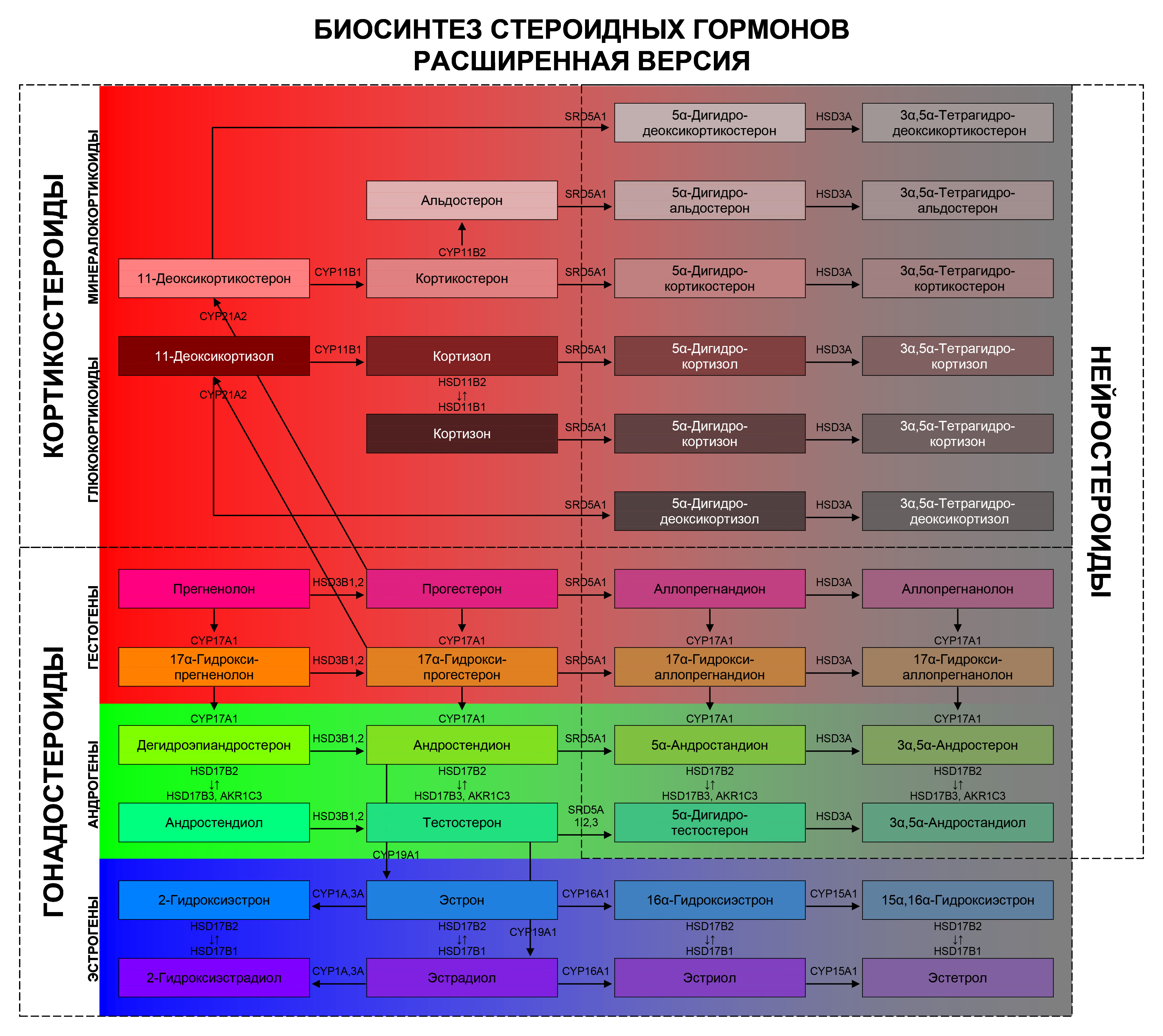
Стероидогенез
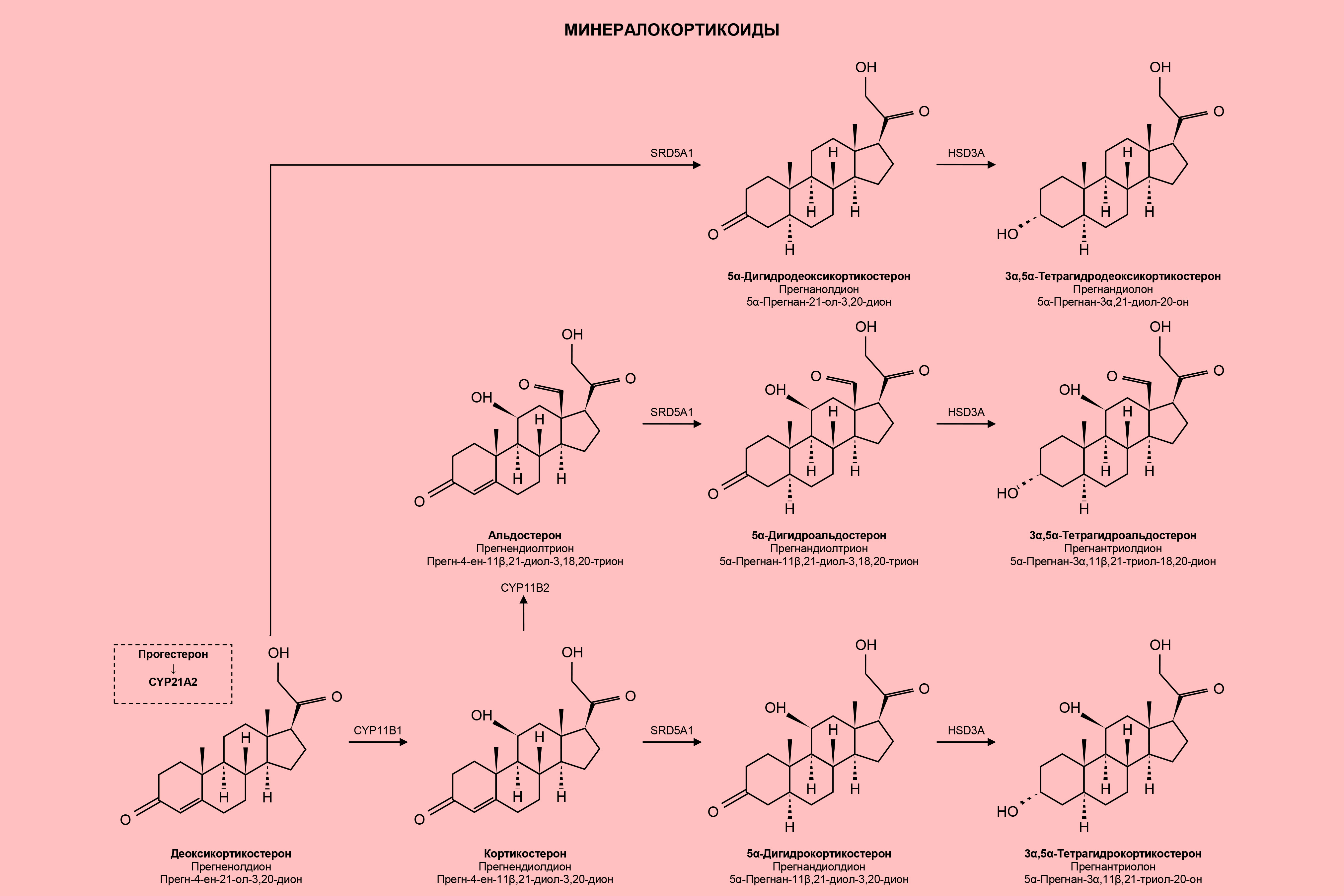
Биосинтез минералокортикоидов
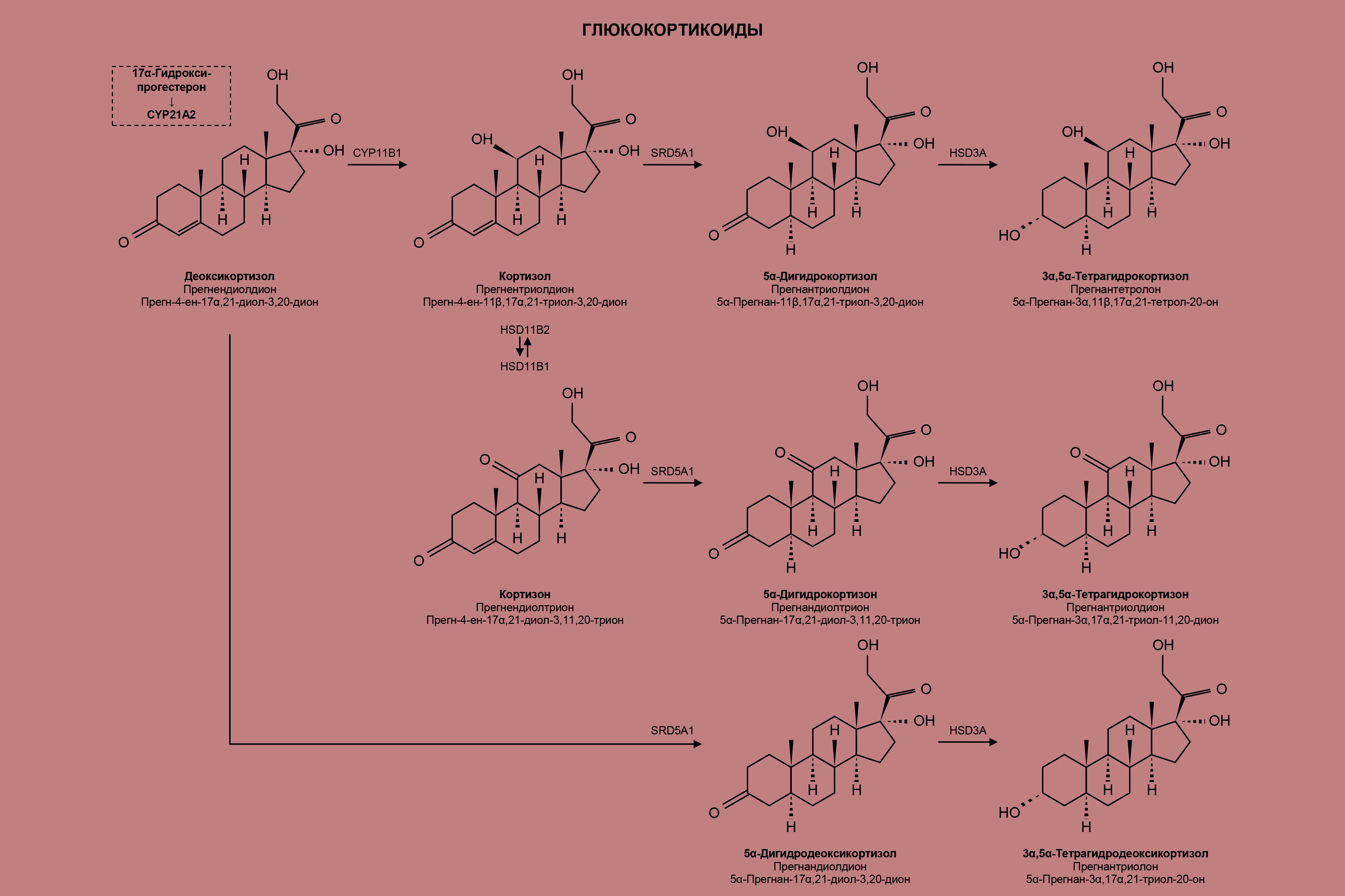
Биосинтез глюкокортикоидов
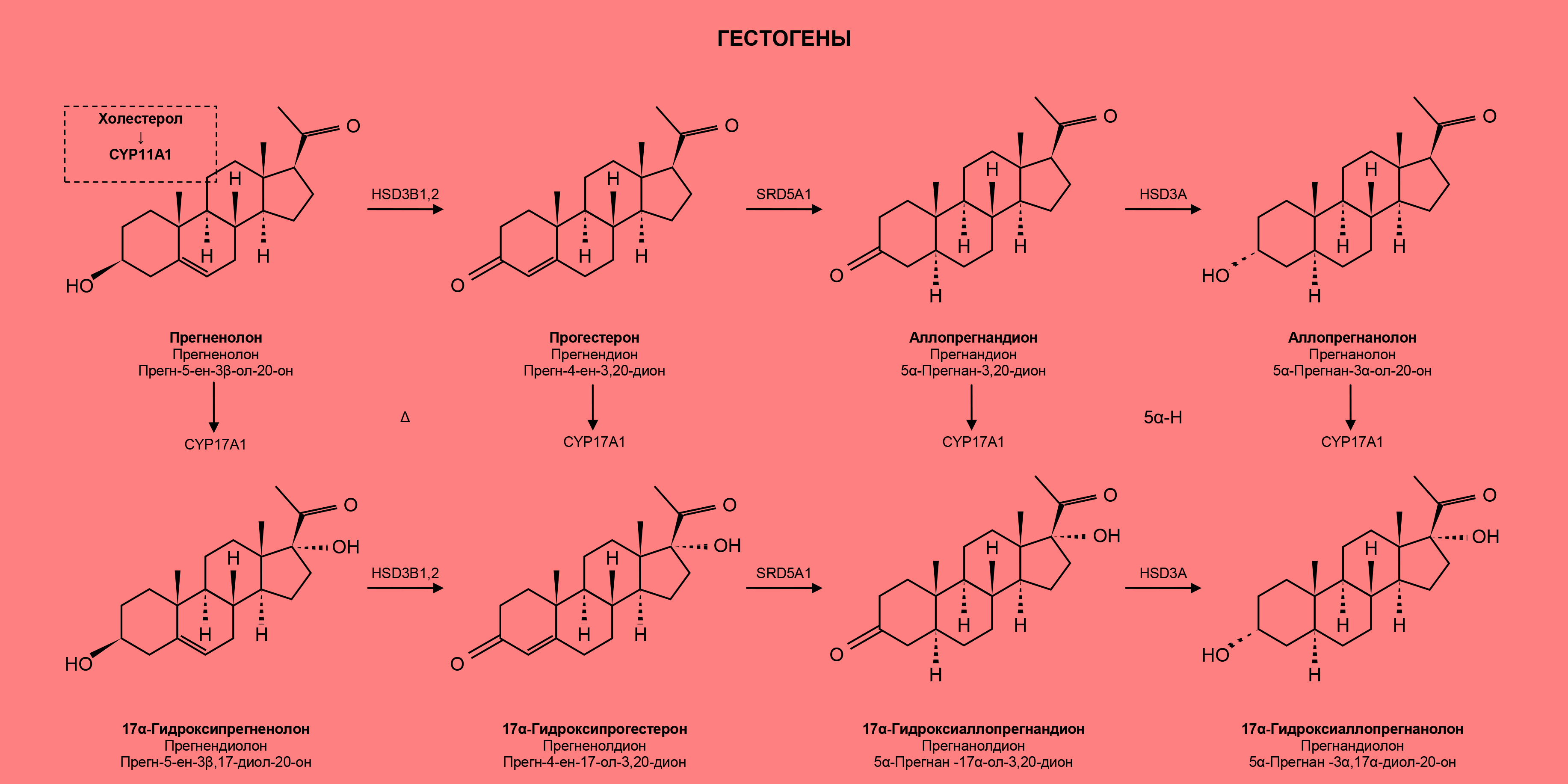
Биосинтез гестогенов
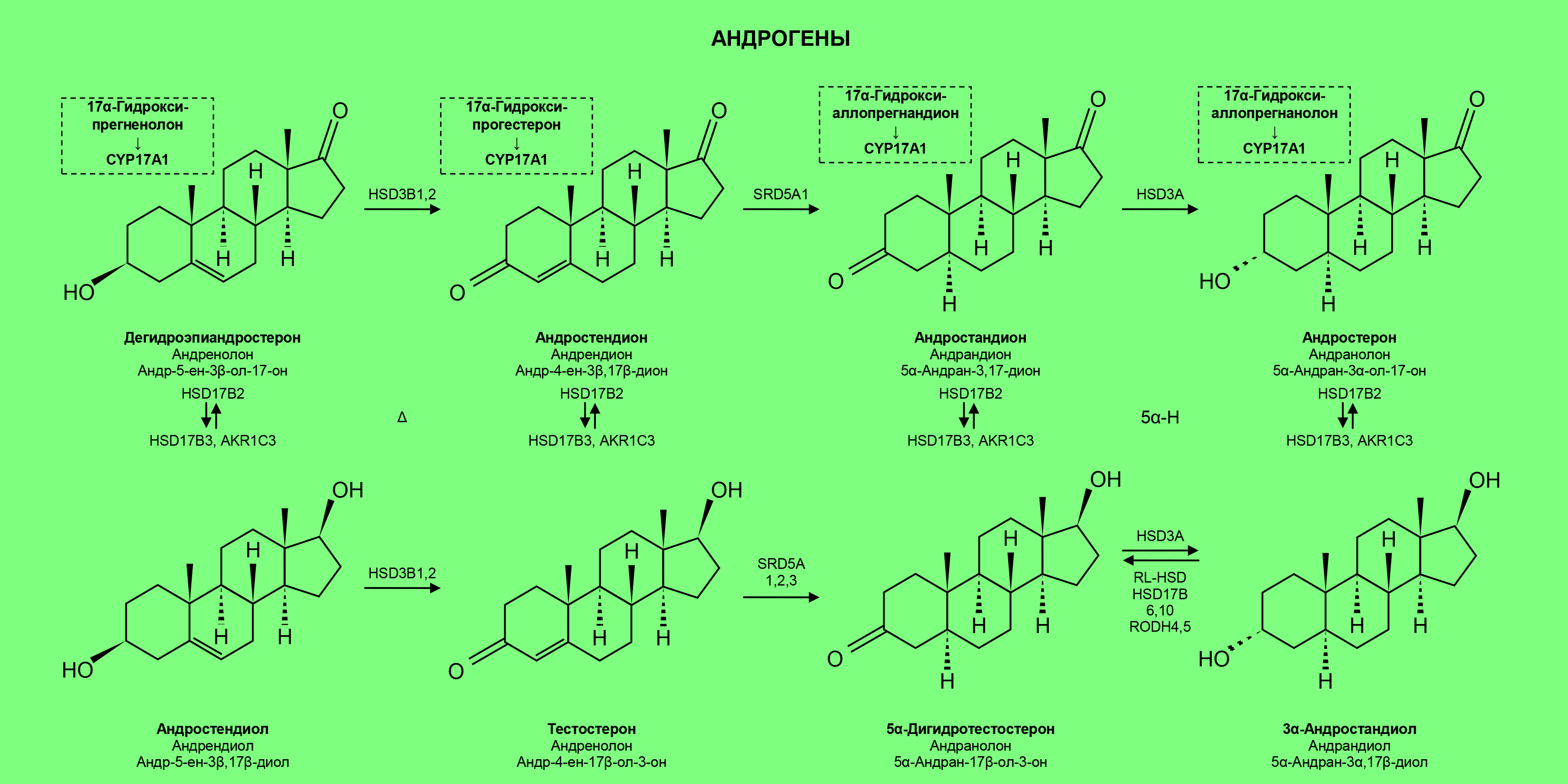
Биосинтез андрогенов
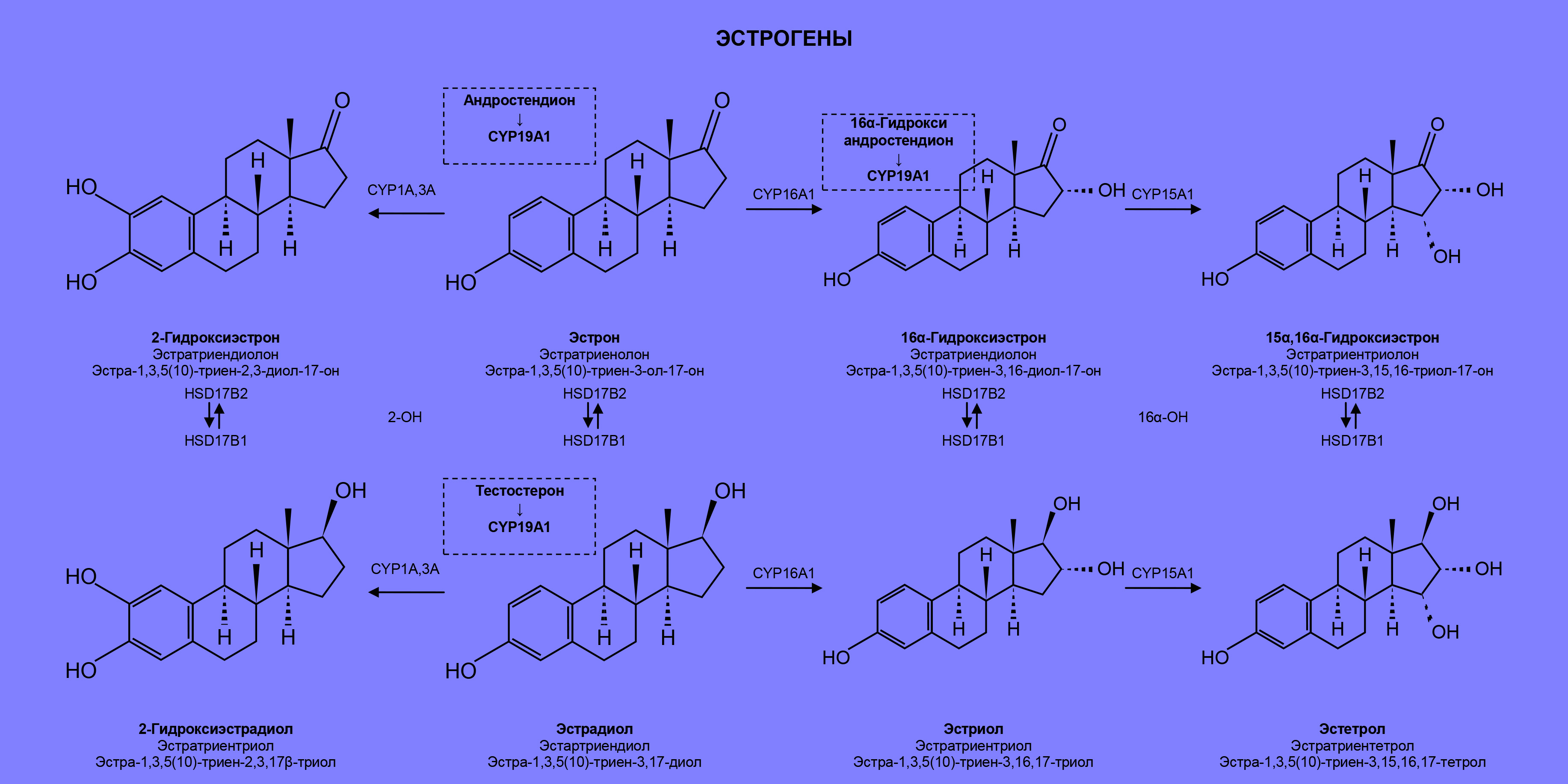
Биосинтез эстрогенов